# 多紀元簡

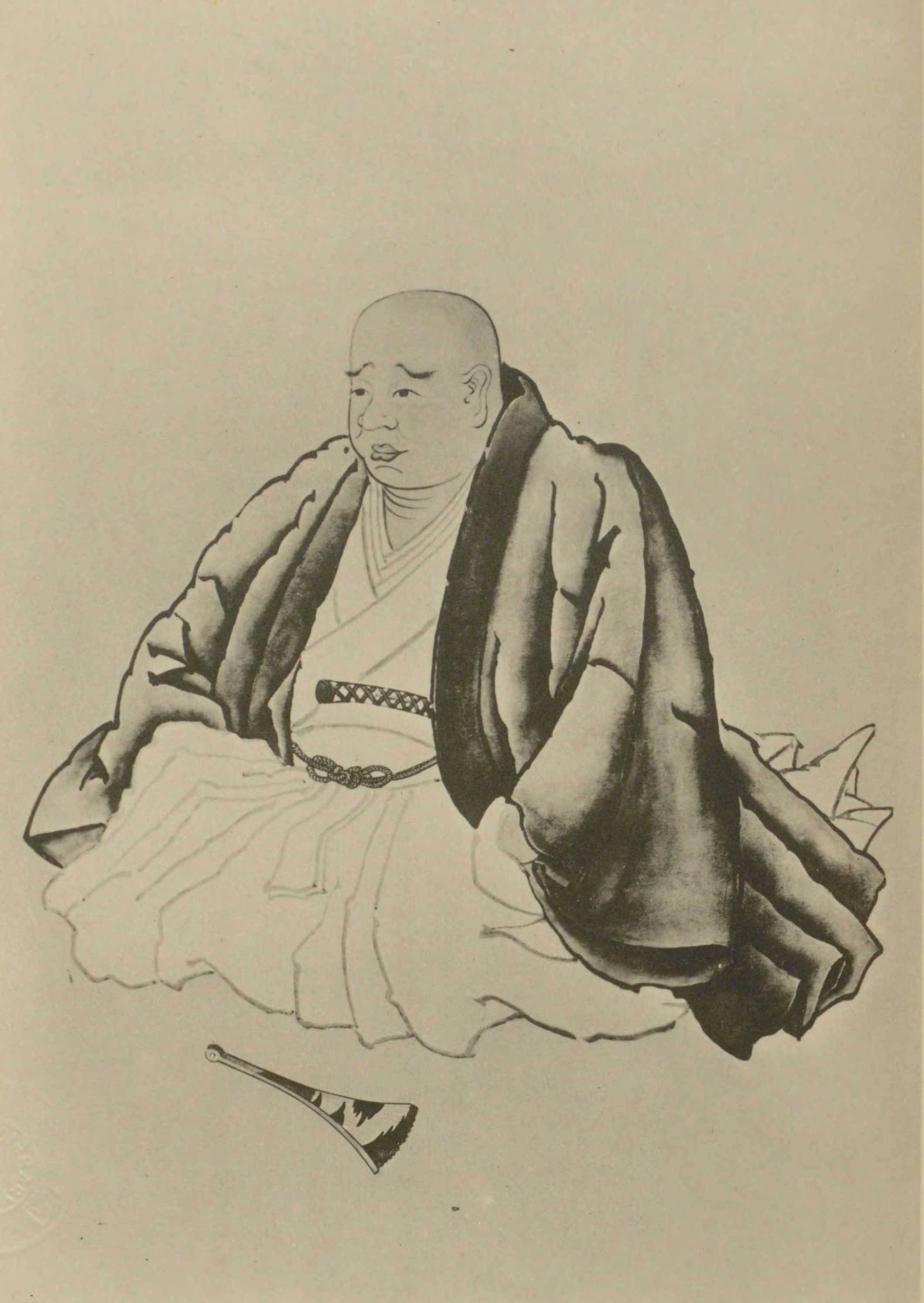
藤浪剛一『医家先哲肖像集』より多紀元簡

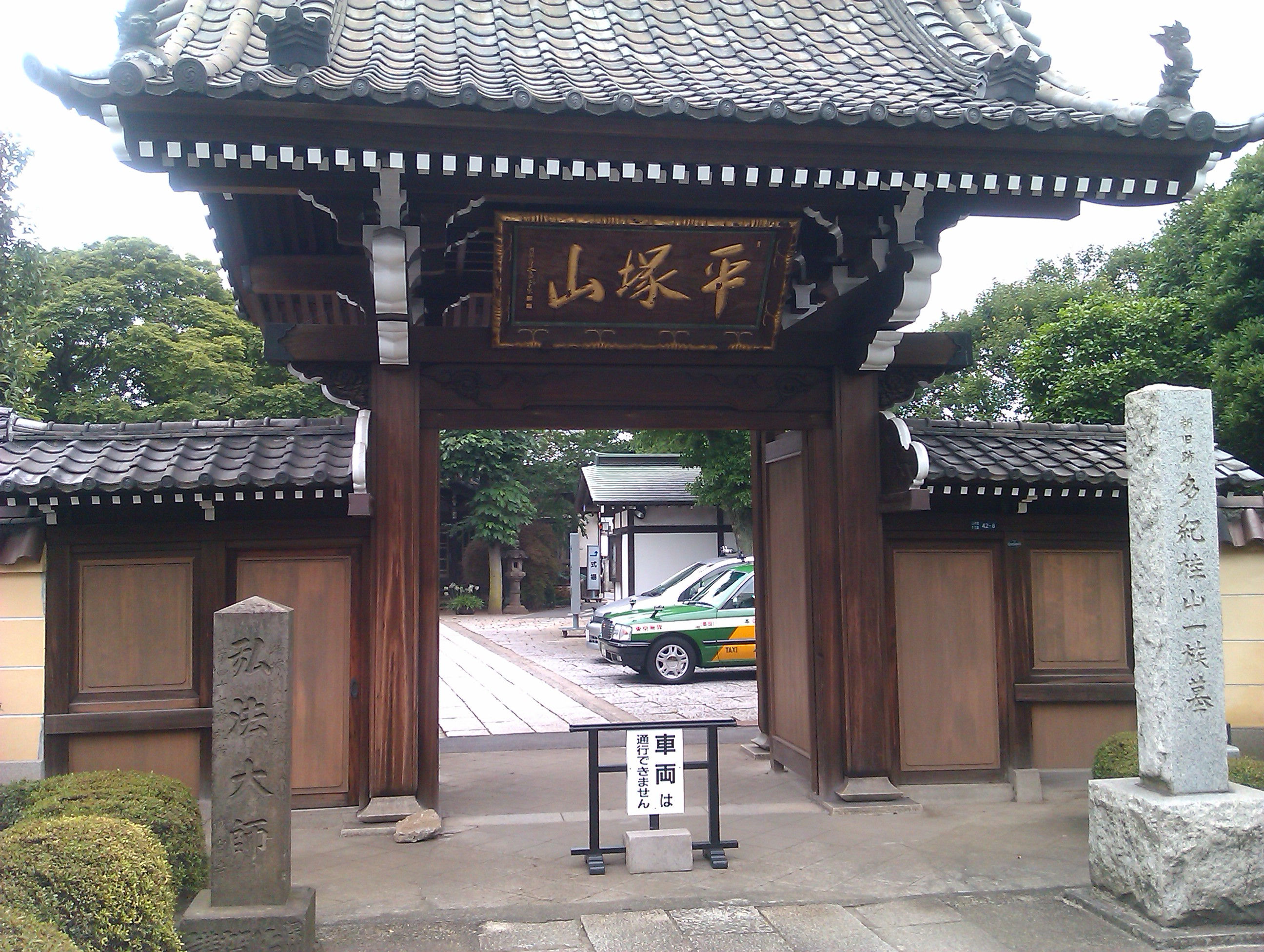
城官寺山門の前に多紀桂山一族墓と記した碑が立つ

多紀 元簡（たき もとやす、宝暦5年（1755年） - 文化7年12月2日（1810年12月27日））は、江戸時代後期の医師。諱は元簡、字は廉夫、幼名は金松、長じて安清、安長と改める。桂山と号し、別号に櫟窓がある。

## 生涯
多紀元徳（藍渓）の長子として生まれる。儒学を井上金峨に、医学を父について修めた。安永6年（1777年）に将軍・徳川家治に目通りが許される。寛政2年（1790年）、老中松平定信にその才を信任され奥医師に抜擢、法眼に叙せられ徳川家斉の侍医となる。寛政3年（1791年）に父の主宰する躋寿館が官立の医学館になると、その助教として医官の子弟の教育にあたった。寛政6年（1794年）に御匙見習となる。寛政11年（1799年）に父が致仕し家督を相続する。同年8月には同族の吉田沢庵とともに御匙役となった。享和元年（1801年）、医官の選抜に関して不満を直言したため、奥医師を免ぜられて寄合医師に左遷された。文化3年（1806年）に医学館が類焼し、下谷新橋通（向柳原町）に再建し転居した。文化7年（1810年）に再び奥医師として召し出されたが、その年の12月2日に急死した。享年56。墓は城官寺（東京都北区上中里一丁目）にある。
考証学者などと交わり、古医学書の蒐集・校訂・覆刻につとめ、のちの伊沢蘭軒・多紀元堅・小島宝素・渋江抽斎・森立之らにみる考証医学を確立した。
元簡はまた、長く不明になっていた「本草和名」上下2巻全18編の古写本を紅葉山文庫から発見し、同書が再び世に伝えられるようになった。
多紀元悳原撰「観聚方」80巻から記述を精選して『観聚方要補』10巻を編纂しようとしたが急逝したため、元胤・元堅兄弟に引き継がれ、文政2年（1819年）に元簡の遺稿として刊行された。その後、精度向上のために宋版・古鈔の善本医書の資料収集が進められ、元堅と元昕（元胤の嗣子）により安政4年（1857年）に増訂版『観聚方要補』が刊行された。

## 著書
- 『傷寒論輯義』
- 『金匱要略輯義』
- 『素問識』
- 『霊枢識』
- 『扁鵲倉公伝彙考』
- 『脈学輯要』
- 『医賸』